# Chabuca (película)
Chabuca es una película biográfica peruana de 2024, producida por la productora Tondero Producciones y dirigida por Jorge Carmona, basada en la vida del presentador y drag queen peruano Ernesto Pimentel.
El elenco está conformado por Sergio Armasgo en el rol protagónico; Norka Ramírez, Izan Alcázar, Fernando Reynoso, Haydeé Cáceres, Erick Elera, Gina Yangali, Georgia Hart, Alejandro Villagomez, Gianfranco Brero, Rodrigo Palacios y Brando Gallesi en las actuaciones estelares; y Miguel Dávalos en el rol antagónico principal. Fue estrenada el 11 de abril de 2024 en los cines peruanos.

## Sinopsis

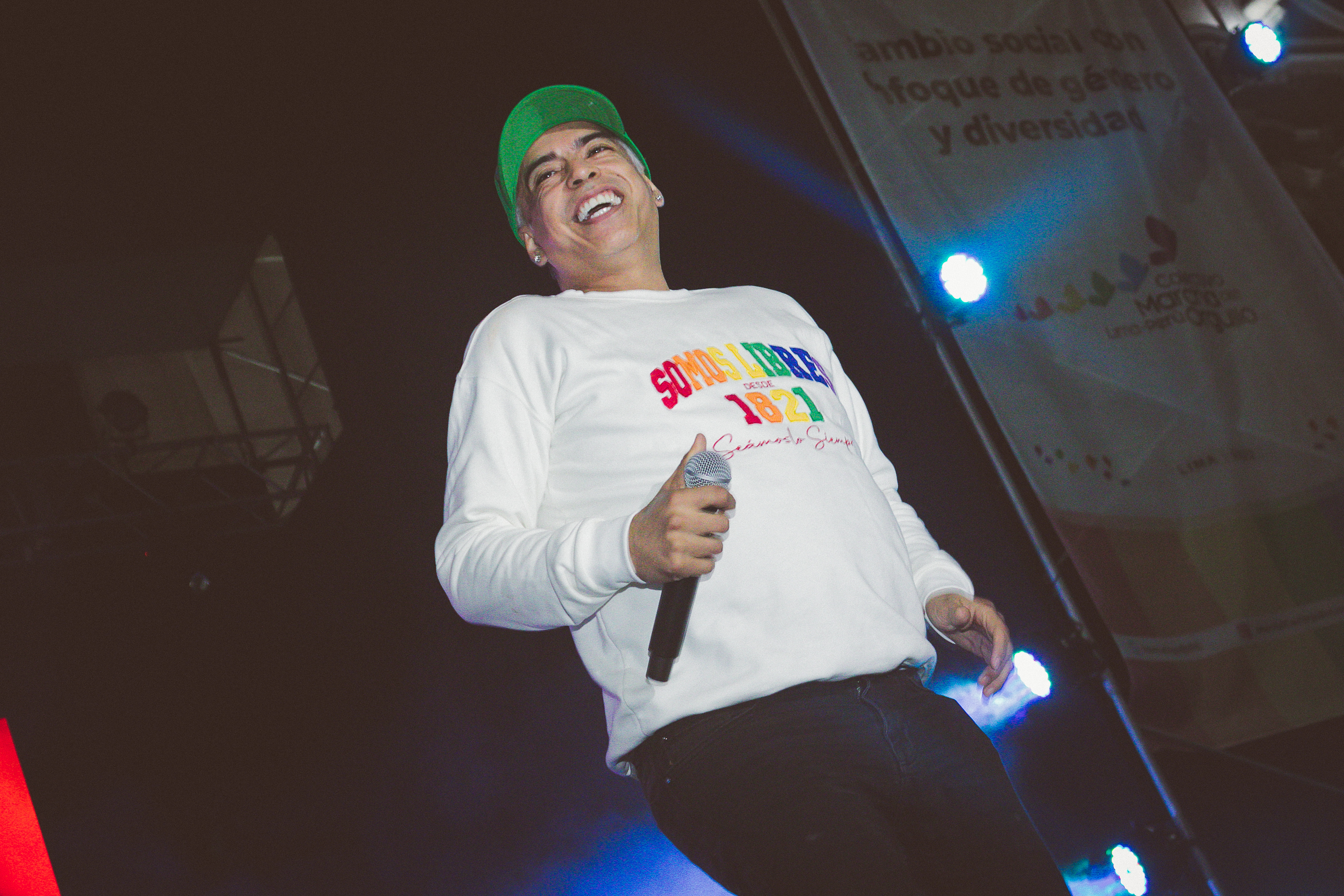
Ernesto Pimentel, celebridad inspirada en la película.

Cuenta la historia de Ernesto Pimentel (Izan Alcázar/Sergio Armasgo), un niño que fue criado en el seno de una familia de clase baja en Arequipa, que afrontó la pérdida de su madre Nelly Yesquén (Norka Ramírez), en el cual vio obligado a vivir con su tío (Erick Elera) y su abuela Estela (Haydeé Cáceres).
Con la ayuda de Sor Rosa, recibió educación secundaria y tuvo su primer empleo ayudando con las donaciones, aseo e ingreso/ salida del personal al despacho de la religiosa, tiempo durante el cual conoció su primer amor y al mismo tiempo su primer desengaño amoroso.
Tras perderlo todo, tuvo que dejar a su abuela casi invidente en un auspicio e irse a vivir sólo en una cabaña de invasión a las afueras de la ciudad; para finalmente vivir los últimos años de su adolescencia en el seminario en el que trabajaba. 
Durante los primeros años de la edad adulta, Ernesto inspiró la creación de su personaje travestido que lo llevaría a la fama: «la chola Chabuca», acompañada de un traje típico de sierra peruana y sus tacones altos, logrando así iniciar su etapa en la televisión peruana, convirtiéndose en el conductor de los programas musicales y partícipe de espacios humorísticos, pese a los problemas personales que tuvo que vivir tras ser detectado con VIH/sida.
Ernesto conoció a André (Miguel Dávalos), un chico que conquistó su corazón, en el cual quedaría enamorado hasta la muerte de éste segundo. Tras varios años, supo salir adelante hasta cumplir su sueño de convertirse en padre por primera vez y mantenerse en vigencia como artista del medio local.

## Elenco
- Sergio Armasgo como Ernesto Pimentel «la chola Chabuca», durante su etapa joven.
  - Izan Alcázar como Ernesto Pimentel, durante su niñez.
- Norka Ramírez como Nelly Yesquén, madre de Ernesto.
- Gina Yangali como Miluska Jacome, productora de televisión y amiga de Ernesto.
- Miguel Dávalos como Alex Brocca rebautizado como André, enamorado de Ernesto, inspirado en Alex Brocca.
- Haydeé Cáceres como Estela, abuela de Ernesto.
- Brando Gallesi como Julio Granados, amigo de Ernesto.
- Alejandro Villagomez como Josué, amigo de Ernesto.
- Gianfranco Brero como gerente.
- Erick Elera como tío de Ernesto.
- Fernando Reynoso como amigo de Ernesto Pimentel durante su niñez.
- Amaranta Kun como Magda Molina, presentadora de espectáculos, inspirada en Magaly Medina.
- Georgia Hart como Coco Marusix, inspirada en la drag queen y vedette homónima.
- La Langosta como ella misma.
- Emilio Montero como Carlos Caycho, director del teatro.
- Rodrigo Palacios
- Jorge «Coco» Gutiérrez
- Ebelin Ortiz
- Ernesto Pimentel como él mismo.
- Issa Ringgold
- Canelita Amoretti

## Producción
La película fue anunciada a finales de 2022, con la participación de la productora Tondero Producciones. Al año siguiente, comenzó a filmarse el rodaje, teniendo como lugares de la historia en Arequipa y la capital peruana Lima.
Además, es el primer protagónico cinematográfico del actor Sergio Armasgo, quien asumió el rol del personaje de Ernesto Pimentel, siendo presentado de manera oficial en agosto de 2023 dentro del elenco central.
En febrero de 2024, lanzó el trailer oficial de la película.

## Estreno y recepción

### Lanzamiento
Chabuca fue estrenada el 11 de abril de 2024 en los cines peruanos. Durante su día de estreno, alcanzó el segundo lugar dentro de las películas más vistas del Perú, superando a la cinta estadounidense Godzilla y Kong: El nuevo imperio, llegando a alcanzar los 15.000 espectadores, además de haber recibido críticas debido al pasado personal de Pimentel.
Durante un mes en cartelera, la película logró recaudar cerca de 470 mil espectadores.[cita requerida]
Chabuca logró colocarse dentro de «las cinco películas taquilleras» al lado de las otras cintas peruanas Vivo o muerto: el expediente García y Vaguito.

### Streaming
Chabuca anunció su estreno el 31 de mayo de 2024, a través de la plataforma Netflix.

## Controversias

### Declaraciones de Alex Brocca
Pese al éxito del estreno, en abril de 2024 salió a la luz el libro Canto de dolor, escrito por Alex Brocca, bailarín y expareja de Pimentel, en 1999, donde contó el maltrato emocional que recibía por parte del presentador y drag queen, causando una controversia dentro de los medios locales y la prensa rosa, debido a que Pimentel mintió su versión dentro de su película. El fundador de la productora Tondero Films, Miguel Valladares, lamentó lo sucedido que intentaron a transmitir con el largometraje.
Según en una entrevista, Brocca afirmó llevar su obra a la pantalla grande en el año 2000, sin conseguir el éxito. La presentadora de espectáculos Magaly Medina mostró su respaldo a la familia Brocca debido al desarrollo de Chabuca, calificando como «empático» y «poco doloroso».